# Riccardo Del Turco
Riccardo Del Turco (ur. 7 września 1939 we Fiesole) – włoski piosenkarz, popularny w latach 60., znany z takich przebojów jak „Uno tranquilo” (1967) i „Luglio” (1968) i „Cosa hai messo nel caffè” (1969).

## Życiorys

### Początki
Riccardo Del Turco urodził się 7 września 1939 roku w miejscowości Fiesole. W 1955 roku rozpoczął karierę, tworząc wraz z innymi muzykami kwartet Diabolici, który w następnym roku wystąpił w programie telewizyjnym Campanile sera. W 1957 roku został członkiem orkiestry Riccarda Rauchiego obejmując stanowisko wokalisty. Poznał w niej innego piosenkarza, Sergia Endriga, z którym zrealizował pierwsze nagrania (w tym „Non sembra vero”, 1960), i którego szwagrem później został (żeniąc się z Donellą, siostrą jego żony).

### Lata 60.
Zadebiutował jako solista nagrywając kilka singli dla włoskiego oddziału wytwórni RCA, z których pierwszy, (z tekstem Endriga) „Le cose che non ci diciamo” ukazał się w 1962 roku. W 1964 roku uczestniczył w festiwalu Un disco per l’estate z piosenką „Dimmi se vuoi”; w tym samym roku nagrał kolejną piosenkę „Parla di te”, napisaną wspólnie z Ginem Paolim. W 1965 roku nagrał „M’hanno detto che”, napisaną wspólnie z Sergiem Endrigiem i Giannim Meccią. Potem przeniósł się do wytwórni CGD, a w 1966 roku wylansował swój pierwszy wielki przebój, „Figlio unico”, będący coverem „Trem das onze” brazylijskiego piosenkarza Adonirana Barbosy; piosenka pozostawała przez 6 tygodni w pierwszej dziesiątce na liście przebojów.
W 1967 roku nagrał piosenkę „Uno tranquillo”, którą zaprezentował na festiwalu Un disco per l’estate, dochodząc z nią do finału. W 1968 roku wygrał festiwal Un disco per l’estate prezentując swój największy przebój, „Luglio”. Piosenka przez 10 tygodni była notowana na liście przebojów, dochodząc maksymalnie do drugiego miejsca. W wywiadzie udzielonym Quotidiano Nazionale artysta ujawnił, iż piosenka (napisana wspólnie z Giancarlem Bigazzim) była początkowo przeznaczona dla Orietty Berti. Do jej nagrania przekonał go dopiero wydawca muzyczny Ladislao Sugar. Piosenka doczekała się kilku coverów: „Something’s Happening” zespołu Herman’s Hermits (1968), „I’m Gonna Try” The Tremeloes (1968) i „Le petit pain au chocolat” Joe Dassina (1969).
W 1969 roku zadebiutował na Festiwalu Piosenki Włoskiej w San Remo z piosenką „Cosa hai messo nel caffè”, napisaną z Giancarlem Bigazzim, zaśpiewaną w parze z Antoinem. Piosenka, dzięki łatwo wpadającej w ucho melodii i beztroskiemu tekstowi, zyskała dużą popularność, pomimo iż w finale zajęła ostatnie (14.) miejsce.
W tym samym roku artysta wydał swój debiutancki album, zatytułowany Riccardo Del Turco oraz singiel „Il compleanno”.

### Lata 70.
W 1970 roku nagrał single „Due biglietti perchè” i „Babilonia”. Wziął udział w festiwalu Un disco per l’estate: w 1971 roku z piosenką „La cicala” i w 1972 z piosenką „Uno, nessuno”. W 1972 roku wygrał Venezuela Festival Mundial z piosenką „Uno tranquillo”.
Później Del Turco na kilka lat wycofał się ze sceny muzycznej, stwierdzając, iż epoka lat 60. minęła, a takim wykonawcom jak on, czy Gianni Morandi w nowej rzeczywistości (której symbolem stał się Lucio Battisti) już nie udaje się osiągać sukcesów. Otworzył bar w centrum Florencji, Caffè di Piazza Pitti, odwiedzany przez takie osobistości jak: Vittorio Gassman, Marcello Mastroianni i Federico Fellini; w nim poznał także Magdę, swoją drugą żonę. W 1976 roku nagrał dla RCA (pod pseudonimem Pitti Coofee) single: „The Summer Of Mary Ann”/„Ramona”, a następnie „Winter Flower”/„Sette e ventinove”.

### Lata 80.
W 1982 roku powrócił na Festiwal w San Remo z piosenką „Non voglio ali”, a w 1984 – z „Serena alienazione”.
W latach 80. wraz ze swoimi kolegami (Jimmy Fontana, Nico Fidenco i Gianni Meccia) założył zespół I Super 4, proponując przeboje jego członków we współczesnych aranżacjach.
W 1989 roku uczestniczył w show zrealizowanym przez Canale 5, C’era una volta il festival.

### Lata 90.
W 1991 roku zdobył nagrodę Il Fiore za artystyczną doskonałość w C’era una volta il festival.
W 1994 roku wspólnie z Sergiem Endrigiem oraz Paolem Margherim napisał melodię „Nelle mie notti”, wykorzystaną przez Luisa Bacalova (który przypisał sobie jej autorstwo) w ścieżce dźwiękowej filmu Listonosz, za którą w 1995 roku otrzymał nagrodę Oscara. W 2013 roku Del Turco i dwaj pozostali autorzy (Endrigo już pośmiertnie) wygrali sprawę przeciwko Bacalovowi w związku z uznaniem swoich praw związanych z tym utworem.
W latach 90. rozpoczął działalność jako łowca talentów lansując kilku młodych wykonawców: na Festiwalu w San Remo w sekcji Sanremo Giovani Enrica Pesciullesiego z piosenką „E ti penso” i Silvię Querci z „Io ti amerò di più”, a w 1998 roku, również w sekcji Sanremo Giovani, Borisa z piosenką „Knock Down” i w 1999 roku tego samego wykonawcę z „Little Darling” (z repertuaru Riccarda Del Turco). Pod koniec lat 90. wraz z Super 4 i zespołem Attori e Tecnici wziął udział w musicalu La Voglia matta w reżyserii Attilia Corsiniego, wystawionym w Termach Karakalli w Rzymie.

### XXI wiek
W 2006 roku piosenka „Figlio unico” znalazła się na ścieżce dźwiękowej filmu Mi fido di te Massima Veniera.
W 2009 roku przypomniał swój przebój „Luglio” w programie telewizyjnym Ciak… si canta!, w którym dawne włoskie i zagraniczne piosenki prezentowane były w formie współczesnych wideoklipów. W 2010 roku ponownie wystąpił w tym programie, tym razem proponując „Figlio unico”.